# Henri Pieper (ingénieur belge)
 (septembre 2022).
Henri Pieper née à Liège le 30 mars 1867  et mort à Bruxelles le 9 décembre 1952 est un ingénieur belge. Il est principalement connu pour ses travaux dans le domaine de l'électricité notamment en matière de propulsion électrique. Il est par ailleurs le fils d'Henri Pieper fondateur de la FN Herstal.